# Ruta de Illinois 71
La Ruta de Illinois 71, y abreviada IL 71 (en inglés: Illinois Route 71) es una carretera estatal estadounidense ubicada en el estado de Illinois. La carretera inicia en el oeste desde la I 80  , IL 26   en Hennepin hacia el este en la US 34     en Oswego. La carretera tiene una longitud de 111,6 km (69.37 mi).

## Mantenimiento
Al igual que las autopistas interestatales, y las rutas federales y el resto de carreteras estatales, la Ruta de Illinois 71 es administrada y mantenida por el Departamento de Transporte de Illinois por sus siglas en inglés IDOT.